# Crustomyces
Crustomyces is een geslacht van schimmels behorend tot de familie Cystostereaceae. 

## Soorten
Volgens Index Fungorum bevat het geslacht drie soorten:
| Soortnaam               | Auteur(s)                 | Publicatiejaar |
| ----------------------- | ------------------------- | -------------- |
| Crustomyces expallens   | (Bres.) Hjortstam         | 1987           |
| Crustomyces indecorus   | Hjortstam                 | 1987           |
| Crustomyces subabruptus | (Bourdot & Galzin) Jülich | 1978           |